# Lulespexet
Lulespexet (egentligen Luleå studentspexförening) är ett studentspex vid Luleå tekniska universitet. Hemmascen var åren 2000–2019 Aula Aurora i Luleå. Under 2020 och framåt finns det ingen egen scen utan Lulespexet använder Kulturens hus i Luleås scener.
Det första Lulespexet, Augustus, hade premiär våren 1991 och sedan dess är Augustus arbetsnamnet på alla uppsättningar tills titeln är offentliggjord. Kopplingarna till Teknis (Rudbecksskolan) i Örebro var avgörande för grundandet av Lulespexet och exempelvis så skrevs synopsis för Augustus i två versioner, den kortare versionen sattes upp i Stjärnparaden (detsamma gäller för övrigt även det efterföljande Lulespexet som fick namnet 1492, vilket baserades på synopsis till Stjärnparadens "Columbus" från 1988). Spex hade satts upp av Luleåstudenter redan under 1970- och 1980-talen, dock av andra konstellationer som inte längre är aktiva. Nio sidor av manuset till spexet Santa Barbara (alla tunnelarbetares skyddshelgon) uppfört den fjärde december 1974 finns bevarat av teknologföreningen Geosektionen lokal. Efter det spexet har det funnits ett 1983 där trettio studenter arbetade fram Masskeradbalsmasakern eller det blir lite för mycket. Gällande den för spex kännetecknande interaktiviteten tillhör Lulespexet den s.k. Uppsalaskolan; publiken bjuds in till att ropa kommandon till skådespelarna och "omstart" för att få repliker eller sånger repeterade.
Manuskriptet är uteslutande på rim, och både könen deltar på scenen. Skämt förekommer alltid över bältet. Tematiska skämt och allitterationer förekommer i varierande omfattning. Premiären är traditionellt en lördag under den senare halvan av april, med en handfull vårföreställningar och en veckolång turné därtill. Några föreställningar görs även under nolleperioden i början av höstterminen.
Lulespexet tog hem pris för bästa koreografi, bästa skådespel samt bästa spex under spex-SM i Örebro 2002. I spex-SM i Örebro 2012 tog Lulespexet hem priset för bästa kostym och smink. Under spex-SM 2017, även detta i Örebro, vann Lulespexet pris för bästa kostym och smink samt bästa musikaliska vision. Lulespexet deltog i 2007 års upplaga av spex-SM, men vann inget.

## Kilt
Det högskolespex som haft störst inverkan på Lulespexet till en början var Chalmersspexet, som traditionellt gästar Luleå i januari varje år, till exempel genom att ha årliga interna skam-priser och gemensam klädsel inom spexet. Lulespexarna bär i officiella sammanhang kilt, vilket är en inspiration ifrån Chalmers gemensamma klädsel, västar. Kilten har här anor sedan 1995, då ett nytt föreningsplagg skulle tas fram. Året innan försökte man med slips. Det mönster (tartan) en Lulespexare har på sin kilt kommer från det år personen började spexa, så varje uppsättning har en ny tartan. Det första tartan som användes var tänkt att användas för alla kommande uppsättningar. Men de fick inte tag på samma tartan till 1997 års produktion och de valde att ha basker som spexplagg. Åren därefter har man valt olika tartan för varje år. År 2004 avvek man något från tidigare traditioner genom att ha ett stretchtyg istället för det filtaktiga som man har haft tidigare år.

## Lulespex genom tiderna
- 1991 – Augustus
- 1992 – 1492
- 1993 – Bellman eller Sex, droger och rokok’n’roll
- 1994 – Nord och Syd eller Amerikas Oförenta Stater
- 1995 – Linné
- 1996 – Leonardo
- 1997 – Den heliga Birgitta eller Han dog med tofflorna på
- 1998 – Al Capone eller De ombytbara
- 1999 – Erik XIV eller Vilken soppa
- 2000 – Olympia
- 2001 – Kleopatra eller Ett pyramidspel
- 2002 – En vikingasaga eller O.L.A.V. – för att du älskar det goda
- 2003 – Eldorado eller Den spanska improvisationen?
- 2004 – Nyköpings gästabud
- 2005 – Shogun
- 2006 – Buffalo Bill
- 2007 – Jakten på Dr. Livingstone eller Den gode, den onde & han själv
- 2008 – Jeanne d’Arc eller Ett bröllop och en flambering[2]
- 2009 – Karl XII[3][4]
- 2010 – Svartskägg eller En pirathistoria[5][6]
- 2011 – Bröderna Wright[7]
- 2012 – Taj Mahal[8]
- 2013 - Drottning Kristina eller Drottningen som tappade tron[9][10][11]
- 2014 - Alcatraz
- 2015 - Heureka
- 2016 - Påskön eller Vi hade i alla fall tur med trädet [12]
- 2017 - Franska revolutionen eller Fem Marie och en giljotinering
- 2018 -  Vlad III Dracula eller Trontjuv och Pålis[13][14][15][16]
- 2019 - Mysteriet ombord Titanic eller Läcker som tusan!
- 2020 - Spelet om Skottland eller Clash of Clans
- 2021 - Gustavia & Piraterna i Svenska Karibien eller Nybryggarna
- 2022 - Paris 1921 - Konsten att stjäla
- 2023 - Henry VIII - Tills döden skiljer oss åt
- 2024 - Emukriget
- 2025 - Jorden runt på 72 dagar